# ليو بينج
ليو بينج (بالصينية: 劉鵬) هو سياسي صيني، ولد في 22 سبتمبر 1951 في تشونغتشينغ في الصين. نشط حزبياً في الحزب الشيوعي الصيني. وقد انتخب عضو في اللجنة الوطنية لجمهورية الصين الشعبية خلال فترته النيابية ‏.

## روابط خارجية
- ليو بينج على موقع أوليمبيديا (الإنجليزية)